# Chicanná
Chicanná est un site archéologique maya situé dans l'État de Campeche, au Mexique.

## Situation géographique
Le site se trouve dans la zone archéologique de Xpujil, à 2 km du site de Becán.